# 겔세미움과
겔세미움과는 용담목에 속하는 속씨식물의 과 중 하나이다. 이 과는 단지 2개의 속, 겔세미움속(Gelsemium)과 모스투이아속(Mostuea)을 두고 있다. 겔세미움속은 3종을 있으며, 1종은 동남아시아와 칠레 남부에 2종은 미국 남동부에 원산지를 두고 있다. 모스투이아속의 8종은 남아메리카와 아프리카 그리고 마다가스카르가 원산지이다.
이 2개의 속은 이전에는 마전과에 속하는 것으로 분류되었으나, 1994년에 겔세미움과로 기술되었다. 유액(乳液)이 없는 특징으로 구별되며, 이형예식물로 연노랑의 꽃부리를 가지고 있고, 유액 또는 턱잎이 없고, 상위 씨방이다.

## 하위 속
- 겔세미움속 (Gelsemium)
- 모스투이아속 (Mostuea)